# José Díaz de Serralde
José Díaz de Serralde fue un funcionario español del Ministerio de Hacienda durante la segunda mitad del siglo XIX. Ocupaba el cargo de oficial primero del ministerio durante el comienzo del reinado efectivo (tras su mayoría de edad) de Isabel II. Fue nombrado de manera interina ministro el 1 de diciembre de 1843 en el gabinete de Salustiano Olózaga. Ocupó dicho cargo solo diez días, pues el 10 de diciembre de ese mismo año, cuando se formó el nuevo Gobierno dirigido por Luis González Bravo, se nombró ministro a Juan José García Carrasco Gómez Benítez.